# Jucilene de Lima
Jucilene de Lima, född 14 september 1990, är en friidrottare från Brasilien. Hon deltog vid olympiska sommarspelen 2020 och olympiska sommarspelen 2024.